# Teresa Salgueiro

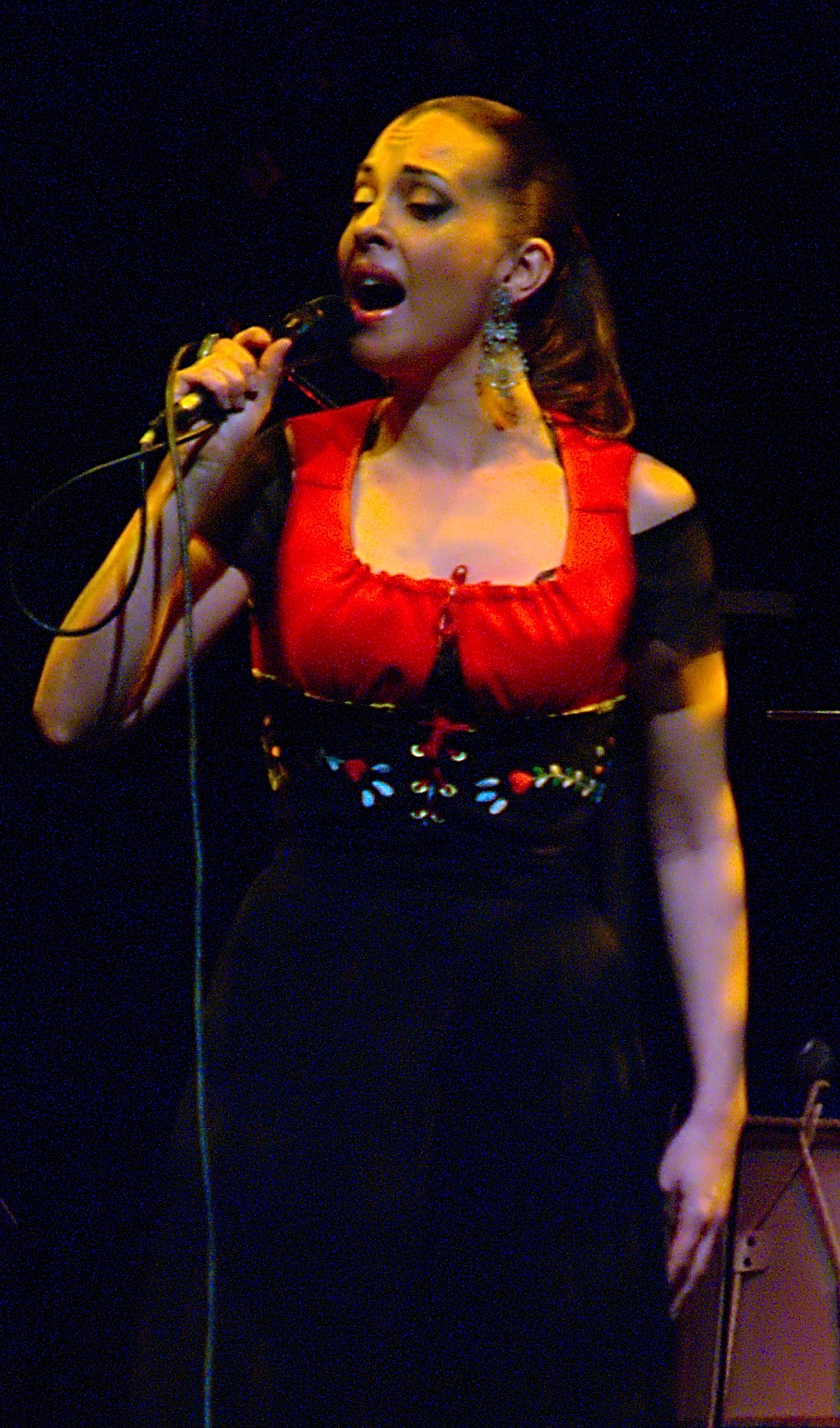
Teresa Salgueiro

Teresa Salgueiro, född 8 januari 1969 i Amadora, är en portugisisk sångerska. Hon är mest känd som medlem av den portugisiska gruppen Madredeus sedan 1987.